# 1988 în artă
← 1985 în artă — 1986 în artă — 1987 în artă ——  1988 în artă  —— 1989 în artă — 1990 în artă — 1991 în artă →
1988 în artă implică o serie de evenimente:

## Premii
- Archibald Prize —

## Galerie (lucrări din 1988)
- Lucrări reprezentative